# Ștefan Agopian
Ștefan Agopian (* 16. Juni 1947 in Bukarest) ist ein Gegenwartsautor in Rumänien.

## Leben
Ștefan Agopian entstammt einer armenischen Kaufmannsfamilie. In den Jahren 1965 bis 1968 studierte er Chemie, ohne einen Abschluss zu erlangen. Von 1973 bis 1983 war er als Techniker beschäftigt. Ab 1985 war Agopian Redakteur bei verschiedenen Literaturzeitschriften, unter anderem bei der Satirezeitschrift Academia Catevencu. Seit 1994 leitete er den Verlag Ararat.
Seit 1979 veröffentlichte er mindestens fünf Romane und einen Erzählband, „in denen die mittelalterliche Geschichte des Balkans literarisches Refugium von der kommunistisches Zensur darstellt“.
Ștefan Agopian ist „als eigenwilliger Vertreter der als postmodern geltenden sogenannten Generation ’80, aufgrund sprachlicher und erzählerischer Originalität einer der wichtigsten Gegenwartsautoren“.
Zu seinen bekanntesten Werken gehört der Roman Handbuch der Zeiten (Manualul întâmplărilor von 1984).

## Werke auf Deutsch
- Handbuch der Zeiten. Verbrecher Verlag. 2018 ISBN 978-3-95732-309-5 (übersetzt von Eva Ruth Wemme)
- Tobit. Kriterion. 1989, ISBN 973-26-0058-6. (übersetzt von Renate Hauser Sandu)